# Gene Dresselhaus
Gene Frederick Dresselhaus (* 7. November 1929 in Ancón; † 29. September 2021 in Kalifornien) war ein US-amerikanischer Physiker.

## Werdegang
Dresselhaus studierte Physik an der University of California, Berkeley, mit dem Bachelor-Abschluss 1951 und der Promotion 1955. In Berkeley war er Mitarbeiter von Charles Kittel und Arthur F. Kip an frühen Zyklotronresonanz-Experimenten in Halbleitern und Halbmetallen. Nach Post-Doktorandenzeit an der University of Chicago, wo er 1955/56 Instructor war, wurde er 1956 Assistant Professor an der Cornell University. Außerdem war er 1956 bis 1960 Berater der General Electric Research Laboratories und 1958 bis 1960 des Oak Ridge National Laboratory. Ab 1960 war er im Lincoln Laboratory des Massachusetts Institute of Technology (MIT) und ab 1977 am Francis Bitter National Magnetic Laboratory des MIT. Außerdem war er Professor für Physik am MIT.
Nach ihm ist der von ihm 1955 entdeckte Dresselhaus-Effekt benannt. Dabei werden durch eine Spin-Bahn-Wechselwirkung in einem kristallinen Festkörper ohne Inversionssymmetrie des Kristallpotentials die Energiebänder der Elektronen aufgespalten, je nach der Spin-Orientierung des Elektrons relativ zum Kristallfeld.
Außerdem befasste er sich mit elektronischen Energiebändern in Festkörpern, Oberflächenimpedanz von Metallen, Exzitonen in Isolatoren, elektronischen Oberflächenzuständen, optischen Eigenschaften von Festkörpern und Hochtemperatursupraleitung.
2022 erhielt er den Oliver E. Buckley Condensed Matter Prize mit Emmanuel I. Rashba für die Entdeckung chiraler Spin-Bahn-Wechselwirkungen in Festkörpern. Er war Fellow der American Physical Society (1966).
1958 heiratete er die Physikerin Mildred Dresselhaus, mit der er eine Tochter und drei Söhne hatte. Beide arbeiteten und veröffentlichten auch wissenschaftlich zusammen.

## Schriften
- mit Mildred Dresselhaus, Ko Sugihara, Ian L. Spain, Harris A. Goldberg: Graphite Fibers and Filaments, Springer Series in Material Science 5, Springer 1988
- mit Mildred Dresselhaus, Stephen Cronin, Antonio Gomes Souza Filho: Solid State Properties: From Bulk to Nano, Springer 2018
- mit Mildred Dresselhaus, Ado Jorio: Group theory: application to the physics of condensed matter, Springer 2008
- mit Mildred Dresselhaus, Phaeton Avouris (Hrsg.): Carbon Nanotubes: Synthesis, Structure, Properties, and Applications, Springer 2001
- mit Mildred Dresselhaus, Ado Jorio, Riichiro Saito: Raman Spectroscopy in Graphen Related Systems, Wiley-VCH 2011